# رغل مفترش
رغل مفترش (الاسم العلمي: Atriplex procumbens) هو نوع نباتي يتبع جنس الرغل من فصيلة القطيفية.